# Paweł Golański
Paweł Golański (Łódź, 1982. október 12. –) lengyel válogatott labdarúgó, jelenleg a Korona Kielce játékosa. Posztját tekintve jobbhátvéd.

## Sikerei, díjai
Lengyelország U18
- U18-as Európa-bajnok (1): 2001